# Valsts Elektrotehniskā Fabrika
VEF, acronimo lettone di Valsts elektrotehniskā fabrika (Fabbrica elettrotecnica di Stato), era un produttore di prodotti elettrici ed elettronici a Riga, in Lettonia. È stata fondata nel 1919. Prima della seconda guerra mondiale, produceva una grande varietà di prodotti, tra cui Minox, allora la fotocamera più piccola del mondo. Dopo la guerra, fu il principale produttore di tecnologie di comunicazione nell'Unione Sovietica e la più grande fabbrica della RSS lettone. Nel 1999 la fabbrica è stata privatizzata e riorganizzata.

## Storia
La VEF è stata fondata nell'aprile del 1919 come Officine di riparazione del Dipartimento delle Poste e del Telegrafo. Si chiamava in lettone: Pasta un telegrāfa virsvaldes galvenā darbnīca (PTVGD). Nel 1924 la fabbrica fu spostata per la prima volta e nel 1928 si trasferì nuovamente nell'attuale sede della VEF. Gli edifici della fabbrica furono costruiti tra la fine del XIX e l'inizio del XX secolo e si estendono su un isolato. Prima della prima guerra mondiale gli edifici erano di proprietà della fabbrica UNION, fondata nel 1887. L'azienda fu ribattezzata VEF nel 1932.
Nel 1922 PTVGD iniziò a produrre telefoni. Nel 1924 iniziò la produzione di radio rivelatori di cristalli. Nel 1928 iniziò la produzione di centralini telefonici automatici. Hanno acquistato la licenza da Mix & Genest per produrre centralini di piccolo volume (per 100, 200, 300 numeri) e di grande volume (1000, 2000 numeri). Le centrali telefoniche a Riga e nei centri abitati della Lettonia sono state aggiornate con apparecchiature prodotte da PTVGD fino al 1940. Durante gli anni '30 la produzione mensile di PTVGD includeva 500 telefoni e 400 centrali. Negli anni '30 la fabbrica produceva tutta l'elettronica che avesse qualsiasi richiesta di mercato: dispositivi di comunicazione, telefoni, lampadine, macchine fotografiche, ferri da stiro, radio, torce elettriche, oltre a carta fotografica, tavoli da lavoro e persino aeroplani. Riparavano anche le auto.
VEF è entrata nel mercato mondiale nel 1936 con lo sviluppo della fotocamera miniaturizzata Minox , progettata da Walter Zapp. All'epoca era la fotocamera più piccola del mondo.

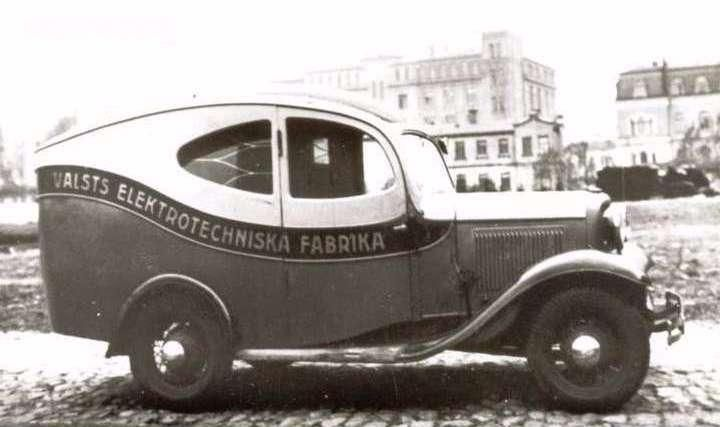
Automobile VEF

Tra il 1928 e il 1933 VEF produsse anche un'auto piccola ed economica.
Durante la seconda guerra mondiale la fabbrica fu saccheggiata e diversi edifici furono fatti saltare in aria. La fabbrica fu riparata dopo la guerra e si riprese rapidamente. Durante gli anni '60 VEF produceva sette ricevitori radio e cinque telefoni ogni minuto e due telefoni su tre in Unione Sovietica erano prodotti da VEF. Ha anche prodotto radio a transistor molto richieste "Spīdola" e negli anni '70 "VEF".
Durante il periodo sovietico, VEF si specializzò in elettronica e faceva parte dell'industria elettronica lettone, che forniva all'ex Unione Sovietica apparecchiature di telecomunicazione ed elettronica per i militari. Le cinque maggiori società statali erano VEF, Radiotehnika, Elfa, Komutators ed Elar (che produceva componenti per le altre quattro). Al suo apice nel 1991, VEF impiegava 20.000 persone. I suoi prodotti più conosciuti erano telefoni, centralini telefonici e radio.
L'industria elettronica lettone ha avuto difficoltà a competere con le società occidentali quando i mercati sono stati aperti all'inizio degli anni '90. I problemi citati includevano un servizio scadente e la qualità del prodotto. I tentativi di ristrutturazione di queste società non hanno avuto successo e la loro produzione combinata è diminuita di oltre il 90% tra il 1993 e il 1997. VEF è stata divisa in sei società più piccole, la maggior parte delle quali non esiste più. I tre rimanenti, VEF un Ko , VEF TELEKOM e VEF Radiotehnika RRR , impiegano ciascuno tra le 100 e le 200 persone.
Nel 1999 la fabbrica è stata privatizzata e riorganizzata.

## Prodotti

### Fotocamere
- Minox

### Radio
- Spidola
- Vega VEF
- VEF Latvia

### Telefoni
- VEF-TA

Il VEF-TA aveva molte versioni diverse che andavano dai telefoni a rotazione in stile classico fino alla moderna tastiera a pulsanti.

### Computer
- VEF ORMIKA
- VEF-1022
- VEF-MIKRO 1024
- VEF-MIKRO 1025

#### Hardware per computer
- Tastiera per computer Mikro 6025
- Mikro 5625 – Lettore floppy disk da 5,25"

### Aerei
- VEF Irbitis I-11
- VEF Irbitis I-12
- VEF Irbitis I-14
- VEF Irbitis I-15
- VEF Irbitis I-16
- VEF Irbitis I-17
- VEF Irbitis I-18
- VEF Irbitis I-19
- VEF JDA-10M

### Moto
- Pandara (prototipo, costruito nel 1938)[5]

## Galleria d'immagini

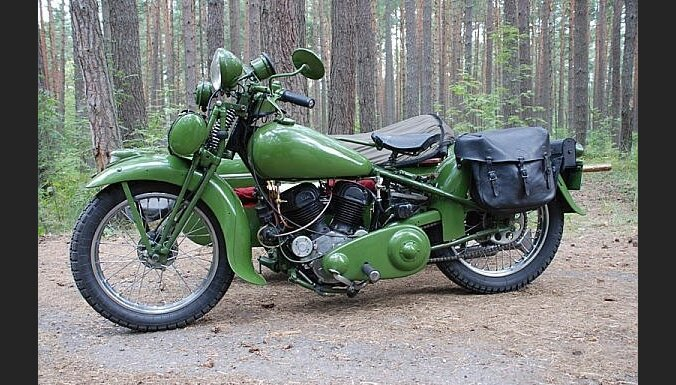
VEF Pandara
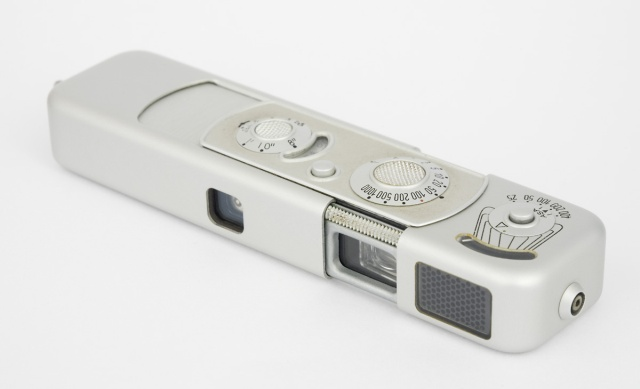
Fotocamera miniaturizzata Minox
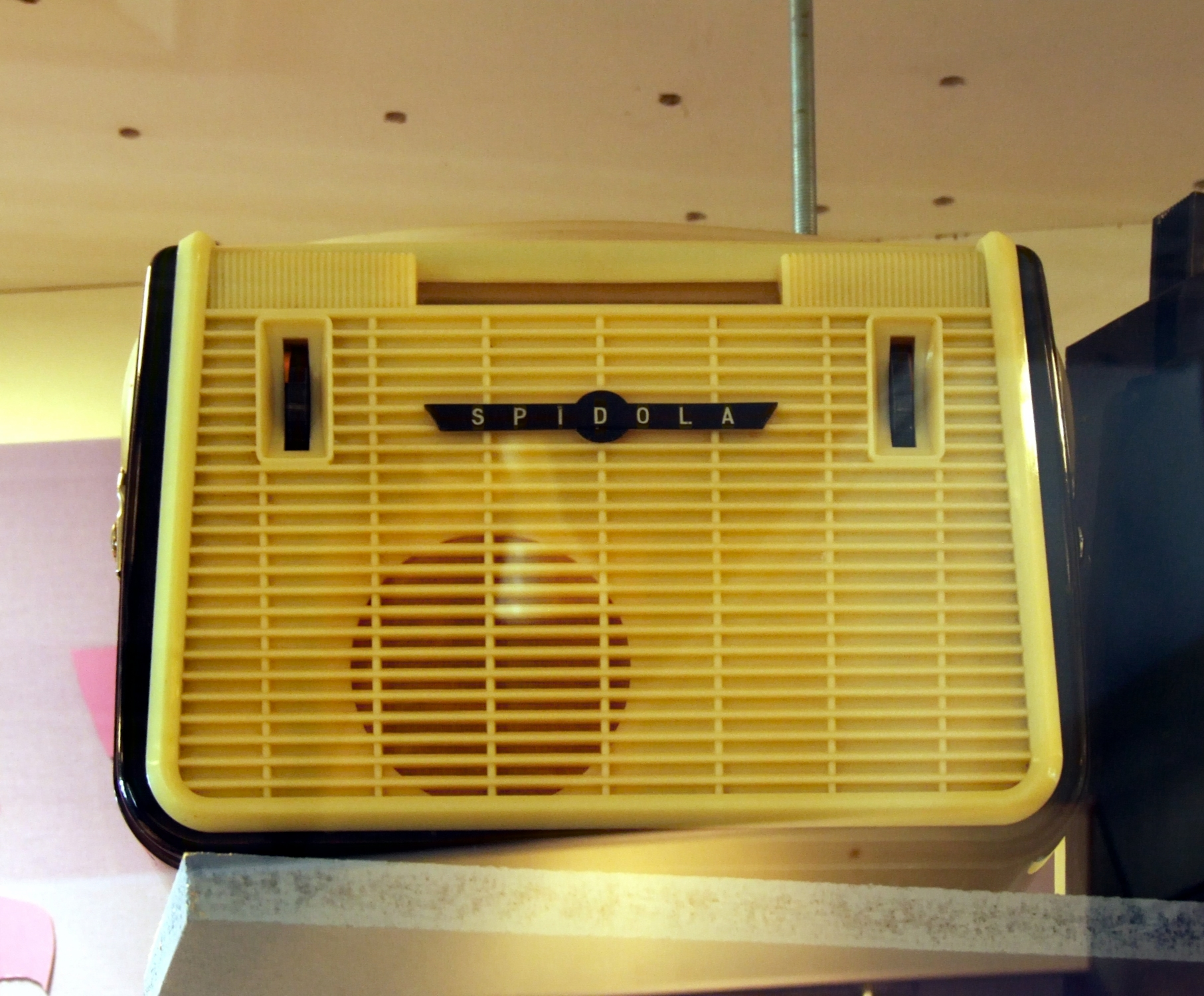
Spīdola,il primo ricevitore radio portatile a onde corte sovietico
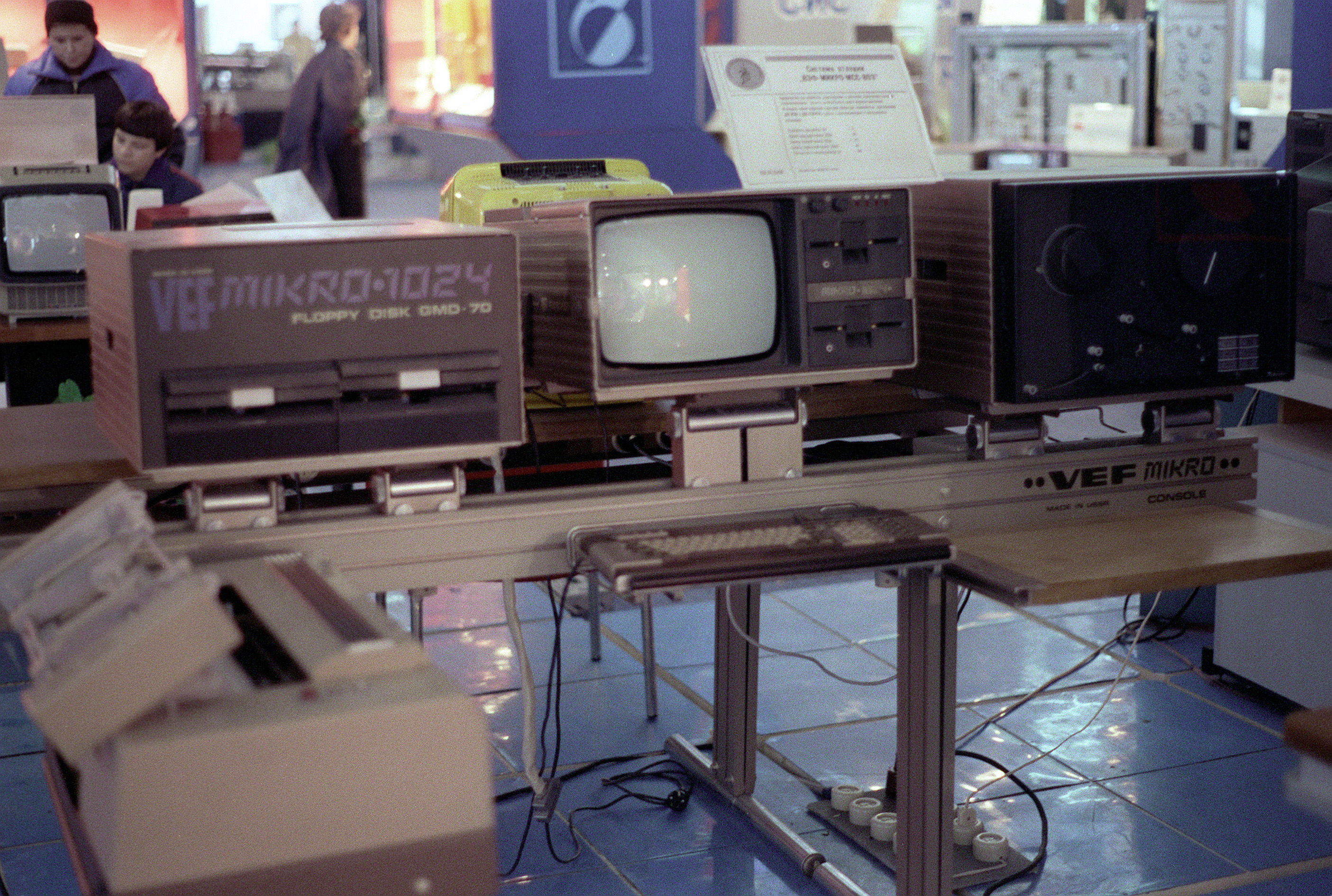
Personal computer VEF-MIKRO 1024
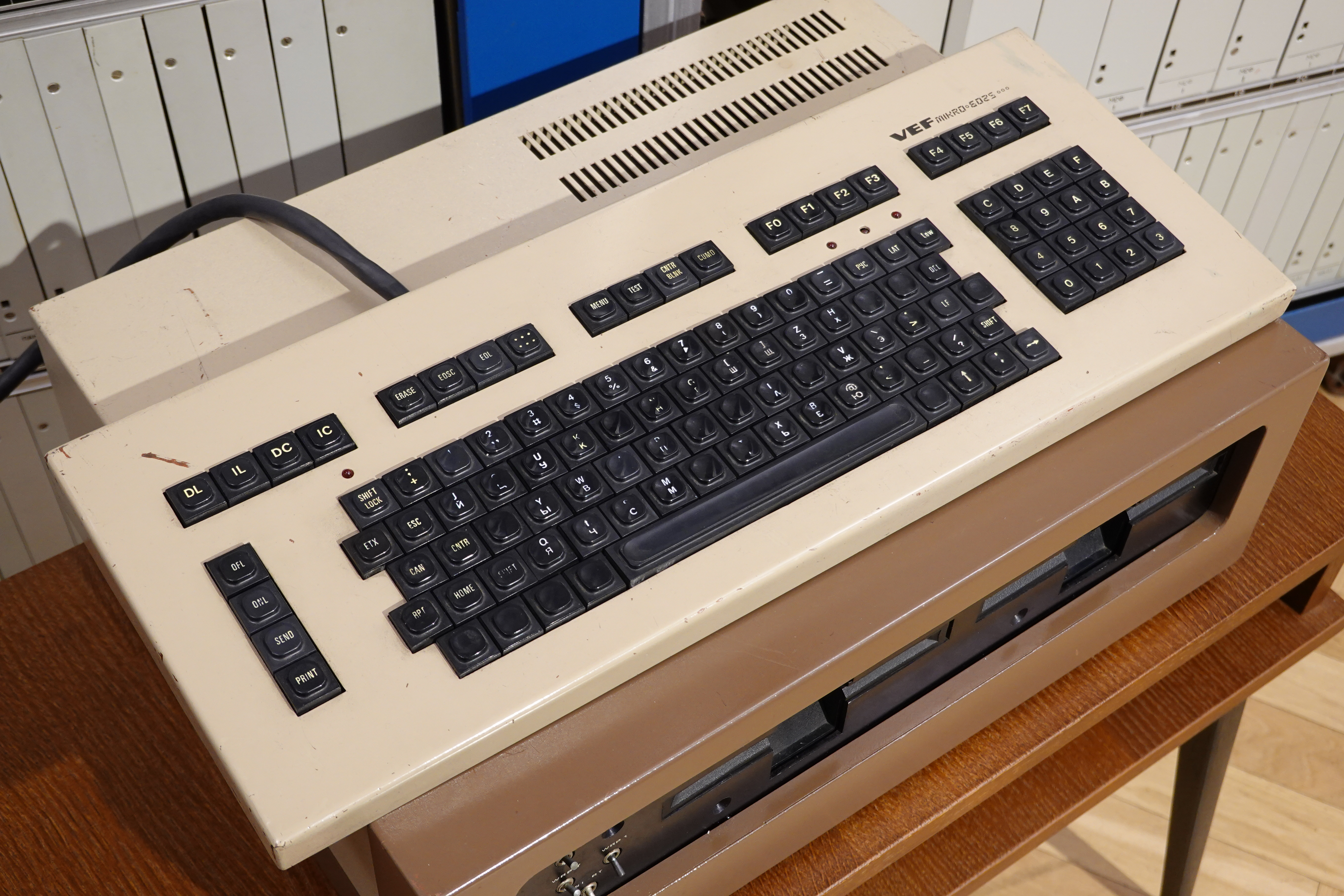
VEF-MIKRO 6025 tastiera per computer
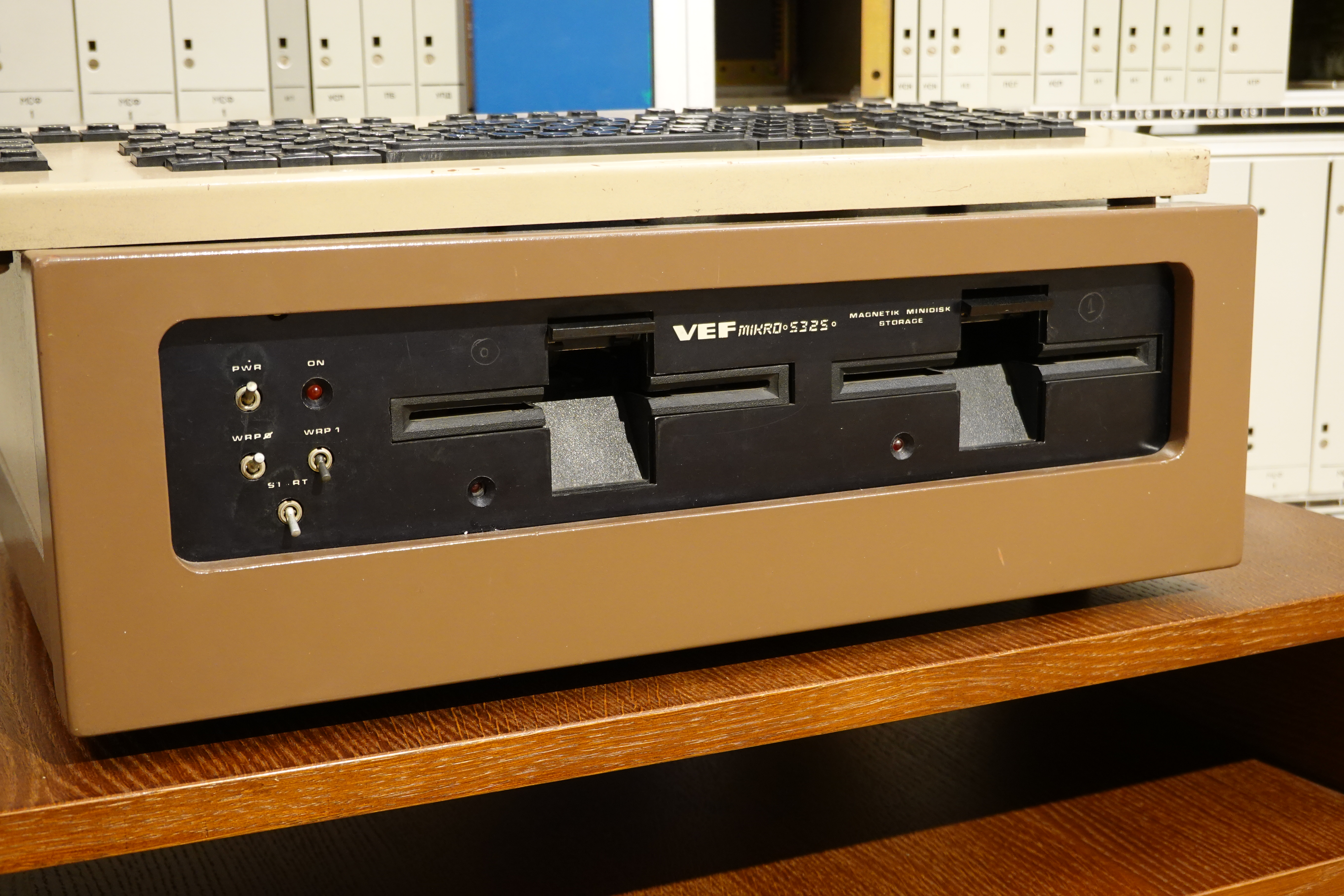
Lettore floppy disk da 5,25" Mikro 5625
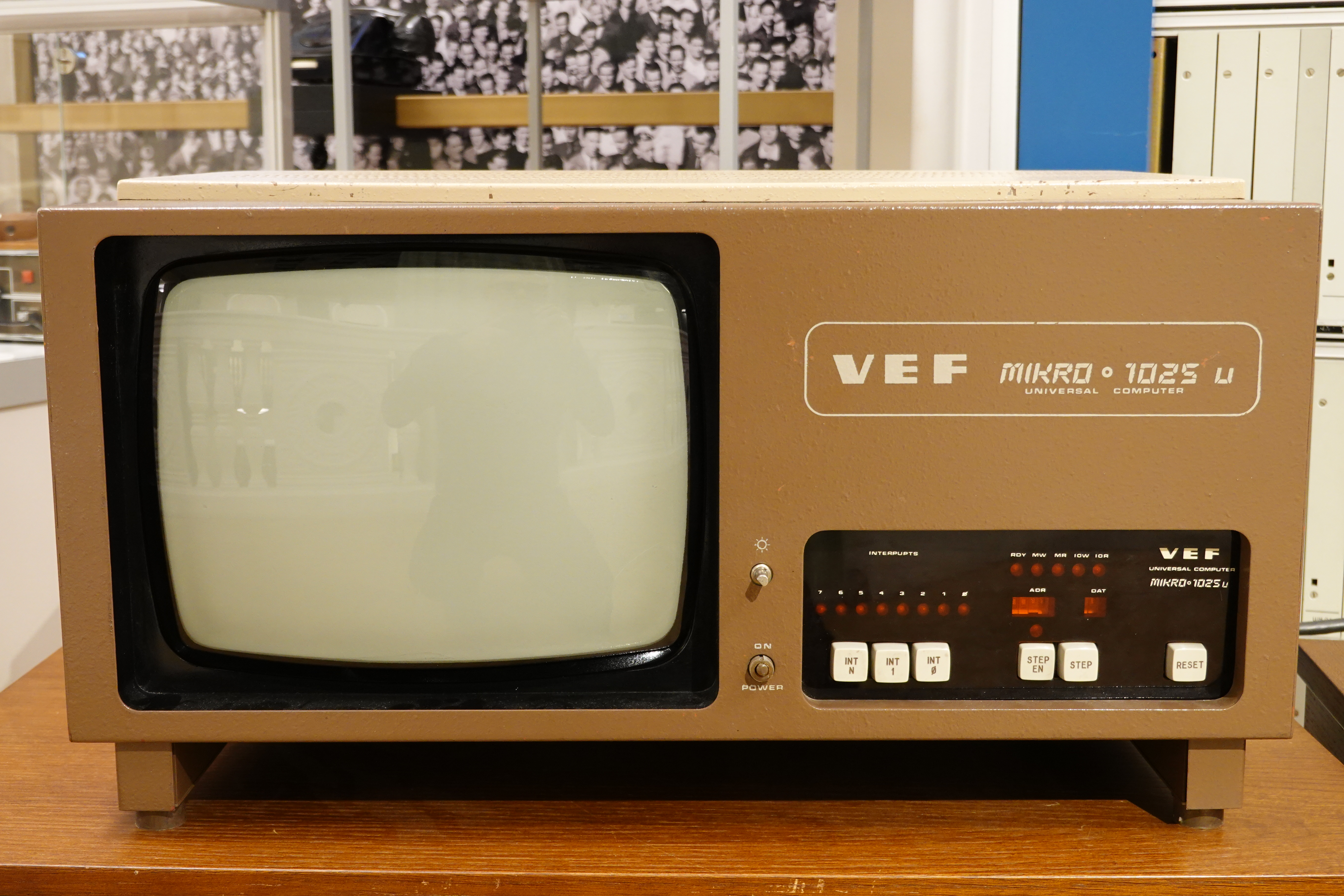
Personal computer VEF-MIKRO 1025
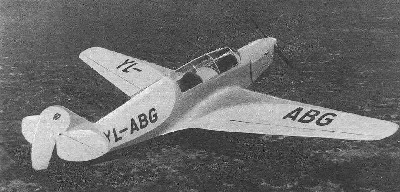
Aereo VEF I-12
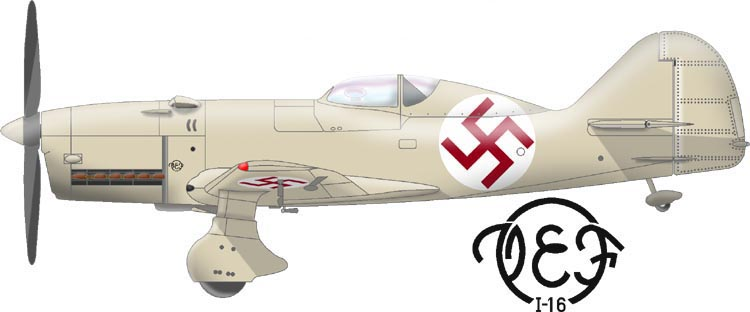
Aereo VEF I-16